# Nové Městečko (Dlouhá Ves)
Nové Městečko je malá vesnice, část obce Dlouhá Ves v okrese Klatovy v Plzeňském kraji. Nachází se asi 1,5 kilometru jižně od Dlouhé Vsi. Nové Městečko je také název katastrálního území o rozloze 2,73 km². V katastrálním území Nové Městečko leží i Annín a Rajsko.

## Historie
První písemná zmínka o vesnici pochází z roku 1360.

## Obyvatelstvo
| Rok            | 1869 | 1880 | 1890 | 1900 | 1910 | 1921 | 1930 | 1950 | 1961 | 1970 | 1980 | 1991 | 2001 | 2011 | 2021 |
| -------------- | ---- | ---- | ---- | ---- | ---- | ---- | ---- | ---- | ---- | ---- | ---- | ---- | ---- | ---- | ---- |
| Počet obyvatel | 123  | 174  | 176  | 153  | 118  | 241  | 115  | 88   | 27   | 29   | 14   | 13   | 15   | 19   | 21   |
| Počet domů     | 14   | 19   | 19   | 18   | 17   | 17   | 20   | 35   | 35   | 9    | 8    | 8    | 11   | 15   | 12   |

## Obecní správa
Při sčítání lidu v letech 1850–1959 Nové Městečko bylo osadou obce Vatětice v okrese Sušice. Od roku 1960 je částí obce Dlouhá Ves v okrese Klatovy.